# Šport TV
Šport TV è un'emittente televisiva slovena dedicata allo sport. Ha sede nella capitale della Slovenia, Lubiana. La prima trasmissione è stata lanciata il 14 ottobre 2006.

## Canali

### Servizi televisivi
- Šport TV 1 (Š1)
- Šport TV 2 (Š2)

## Programmi
Šport TV trasmette in esclusiva le seguenti competizioni:
- Campeonato Brasileiro Série A (calcio)
- Primera División (calcio)
- Serie A (calcio)
- Ligue 1 (calcio)
- Slovenian PrvaLiga (calcio)
- NBA (basketball)
- NLB League (basket)
- EBEL (hockey)
- NFL league
- Major League Soccer
- Major League Baseball
- NHL
- Diamond League
- Swatch FIVB World Tour (beach volley)
- NASCAR
- X Games
- NCAA
- A1 Ethniki
- Liga ACB
- Coupe de la Ligue